# Kobierzyn (Krakau)
Kobierzyn ist ein Stadtteil von Krakau im Verwaltungsbezirk Dębniki.

## Geschichte
Die ersten Erwähnungen von Coberzin(o) tauchten in den Jahren 1350, 1354 und 1355 auf. Der Ortsname ist vom Personennamen Kobier(z)a mit dem Suffix -in bzw. -ino abgeleitet.
Politisch zählte der Ort zunächst zum Königreich Polen (ab 1569 in der Adelsrepublik Polen-Litauen), Woiwodschaft Krakau, Kreis Szczyrzyc. Bei der ersten Teilung Polens kam Kobierzyn 1772 zum neuen Königreich Galizien und Lodomerien des habsburgischen Kaiserreichs (ab 1804). Ab dem Jahr 1855 gehörte Kobierzyn zum Bezirk Podgórze. Im späten 19. Jahrhundert wurde eine Kaserne der Festung Krakau in Kobierzyn gebaut.
Im Jahr 1900 hatte die Gemeinde Kobierzyn 85 Häuser mit 987 Einwohnern (405 davon beim Militär, meistens aus anderen Regionen einberufen), davon waren 924 polnischsprachig, 184 deutschsprachig (170 Militärangehörige), 191 waren anderer Sprache (alle beim Militär), 924 waren Römisch-Katholiken, 42 waren Juden, 20 anderer Religion (19 davon beim Militär).

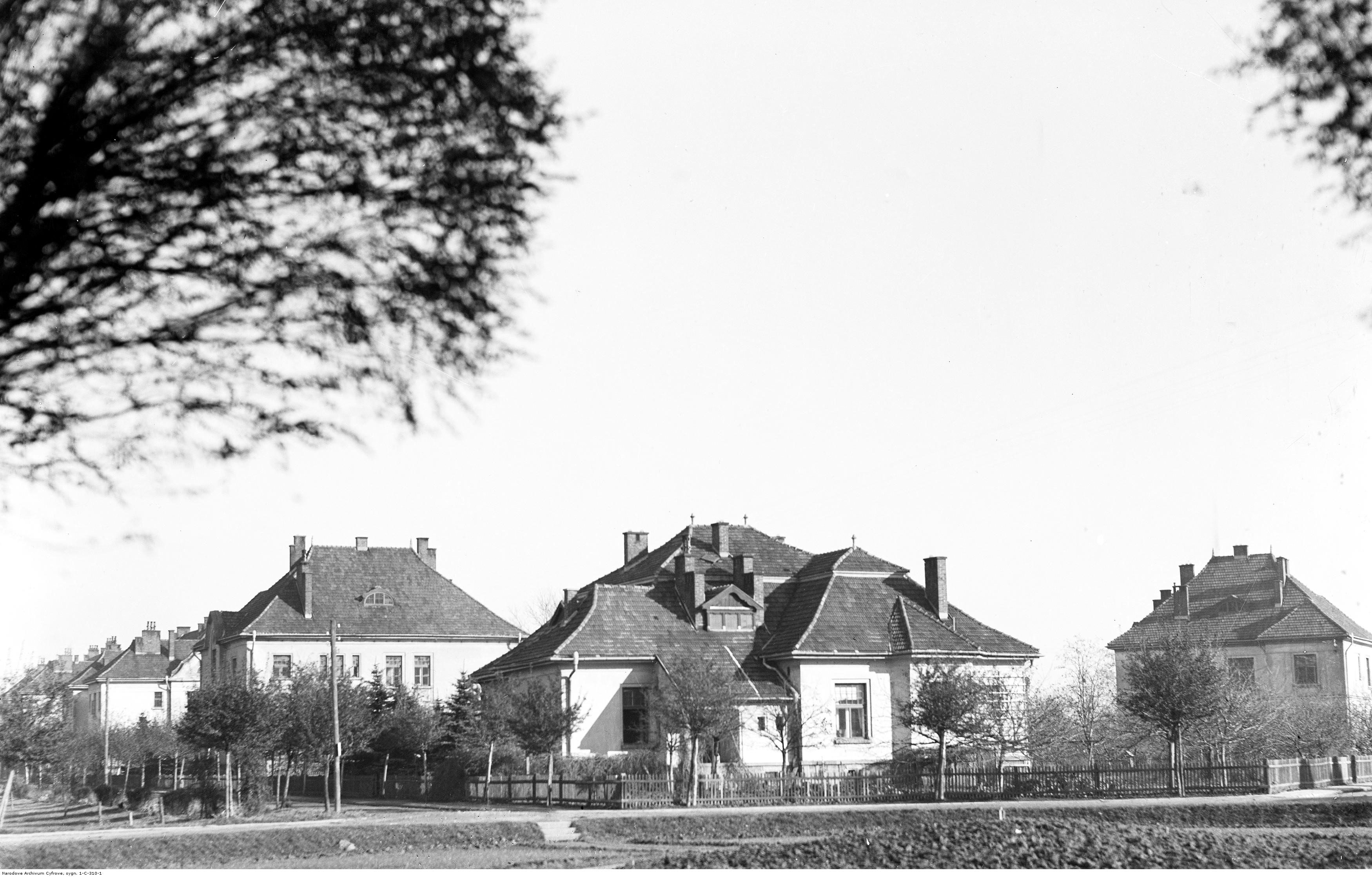
Psychiatrische Klinik im Jahr 1931

1909–1911 wurde eine Kirche gebaut, ab 1934 Sitz einer neuen Pfarrei. 1910 bis 1917 wurde eine Psychiatrische Klinik, eine der modernesten in Europa, in Kobierzyn gebaut. Im Zweiten Weltkrieg wurden die 900–1000 Patienten u. a. in Auschwitz-Birkenau getötet oder verhungern gelassen. Die Gebäude wurden danach von Hitlerjugend und als SS-Stützpunkt benutzt. Im Dorf wurde auch der Stalag 369 meistens für französische (u. a. Francis Ambrière, Jean Morin) und belgische Kriegsgefangene eröffnet.
Kobierzyn wurde im Jahr 1941 von deutschen Besatzern nach Krakau als der Katastralbezirk XXVII eingemeindet, was erst am 25. Oktober 1948 mit rückwirkender Gültigkeit vom 18. Januar 1945 von polnischen Verwaltung bestätigt wurde.